# AGPS
Az AGPS (azaz Assisted GPS) olyan GPS vételi módszer, mely földrajzi helymeghatározásra képes, de a műholdak helyzetének pontos számításához segédprogramra és adatokra van szüksége, melyet a mobilszolgáltatón vagy WiFi hálózaton keresztül kap meg (megkapja a következő 7 napra a műholdak pontos helyzetét). Ezt az információt a vevő adatbázisában tárolja, így a koordináták pontos meghatározása pár másodpercet vesz igénybe. Ha nem használunk segédprogramot, akkor is megtalálja a műholdakat a vevő, de akár 12,5 percet is igénybe vehet a folyamat, míg kiszámítja a helyzetet. Normál GPS vételénél a vevőnek 40-50 másodpercre van szüksége az első koordináta vételéhez, de még le kell töltenie a műholdak pályaadatait amely több időt vehet igénybe - figyelembe véve a műholdjel megközelítőleg 50 b/másodperces adatátviteli sebességét.
Működése általában a telefonban lévő GPS és a mobilszolgáltató szervere közötti adatcserén alapul. A mobiltelefon a navigációs adatokat nem csak a műholdaktól, hanem a mobilszolgáltató szerveréről kapja meg. A műholdjel lassú adatátviteli sebességének kiküszöbölésére találták ki az AGPS-t.
Az eljárás lényege a következő:
- a készülékbe épített GPS néhány másodperc alatt egy kevésbé pontos, kezdeti műholdpozíciót határoz meg, amit elküld a mobilszolgáltató felé (GPS vevő hiányában a mobilcellák alapján háromszögelést végez, ami még durvább pozíciómeghatározást tesz lehetővé)
- a szolgáltatónak a műholdas vétel szempontjából előnyös helyen, stabilan kiépített GPS-vevője van, valamint elegendő számítási kapacitása, ami a telefontól kapott információ alapján gyorsan kiszámítja a műholdak helyzetét
- a készülék a szolgáltatótól megkapja a műholdak pontosan kiszámított adatait
- a készülék kiszámolja a szolgáltató adatai alapján a helyzetét

Az eljárás előnye, hogy a készülékbe elegendő egy egyszerűbb GPS-vevőt és kisebb kapacitású processzort beépíteni, ugyanakkor a szolgáltató biztosítja a telefon pozíciójának számításához szükséges számítási kapacitást és a pontos adatokat.
Ez a szolgáltatás általában fizetős, mivel az információkat az internetről szerzi be, és ez adatforgalommal jár.